# Lettres intimes à ma mère, la comtesse de Palamós
 (juin 2025).
Si vous disposez d'ouvrages ou d'articles de référence ou si vous connaissez des sites web de qualité traitant du thème abordé ici, merci de compléter l'article en donnant les références utiles à sa vérifiabilité et en les liant à la section « Notes et références ».

Lettres intimes à ma mère, la comtesse de Palamós (en catalan : Cartes íntimes d’una dama catalana del s. XVI. Epistolari a la seva mare la comtessa de Palamós) est un recueil de cent deux lettres écrites par Estefania de Requesens (v. 1504-1549) à sa mère, Hipòlita Rois de Liori. 
Cette correspondance constitue un monument de la littérature catalane ainsi qu'une source historique exceptionnelle, en raison de la personnalité de la correspondante : Estefania de Requesens est en effet l'épouse de Juan de Zuñiga, tuteur du futur roi Philippe II d'Espagne, et la mère de Luis de Zúñiga y Requesens, le futur héros de la Bataille de Lépante et gouverneur de Flandre.

## Présentation
Cette correspondance met en relation deux grandes figures de la noblesse catalane qui, du second plan qui leur échoit, comme filles, épouses, mères et veuves, vont vivre de très près les principaux événements de l’époque. Elles le feront à partir d’une triple perspective géographique : Barcelone, résidence familiale ; Valence, où elles ont des racines et d’importants intérêts ; et la cour, Madrid et Valladolid – lieux de promotion sociale pour Juan de Zuñiga et Lluís de Requesens, époux et fils aîné d’Estefanía, respectivement. 
Le lecteur est à même d’apprécier la richesse documentaire que constituent ces lettres, conservées à Barcelone par décision personnelle de Lluís et aujourd’hui conservées au centre Borja de Sant Cugat del Vallès. Leur rédaction s'étale de 1533 à 1540, avec une continuité notable. On peut suivre, pratiquement au jour le jour, les pensées des deux dames et l’évolution de leurs entourages; les lettres à caractère familial et les lettres d’affaires alternant au cours de la lecture.
Si disposer d’une correspondance si nourrie est exceptionnel pour le XVIe siècle, il est dans ce volume des traits qui le sont davantage. D’une part, il s’agit de lettres écrites par des femmes, fait peu fréquent dans l’Europe de l’époque. Les épisodes relatés le sont donc à partir d’une perspective féminine. D’autre part, la correspondance permet d’observer le processus d’ascension d’une famille aristocratique catalane sous le règne de Charles Quint – et de deviner à quelques indices les relations tumultueuses de la Catalogne et de la monarchie. Enfin, les caractéristiques du genre épistolaire privé permettent d’approfondir l’étude des formes et des usages linguistiques de l’époque.
Jusqu’en 1534, la vie quotidienne de la mère et de la fille passe du Principat au Royaume de Valence, de propriétés en châteaux, ainsi qu'à Barcelone et à Madrid. À partir de cette date, l'installation de la famille Zuñiga i Requesens à la cour de Madrid ouvre de nouvelles perspectives de vie. Les lettres fourmillent de détails sur la santé, l’éducation des enfants, les grossesses d’Estefania – qui eut onze enfants dont quatre lui survécurent – et de nouvelles à caractère familial. Cela va du choix du personnel de maison aux soucis qu’occasionne le service domestique, en passant par la gestion et l’agrandissement du patrimoine.
C’est à travers les regards d'une mère et d'une grand-mère qu’il nous est donné de suivre l’enfance et la pré-adolescence non seulement de Luis de Zúñiga y Requesens, le futur héros de la Bataille de Lépante et gouverneur de Flandre, mais aussi celles du futur Philippe II, son condisciple et compagnon de jeux. On peut même assister à l’éternel conflit entre la Catalogne et la Castille rejoué par ces deux enfants.
On suit le cycle agricole avec son lot de nouvelles sur le climat, les récoltes, les échanges de spécimens d’une région à l’autre. On assiste aux fêtes de toutes sortes, carnavals, bals, joutes. Dès que Juan de Zuñiga entre au service de l’empereur, il devient son conseiller personnel et le précepteur du prince : Hipòlita la mère ne cesse de faire pression sur sa fille et sur son gendre pour qu’ils défendent auprès de l'empereur les intérêts de la famille. On voit défiler les petits et les grands événements historiques à la fois proches et lointains : les Germanies de Valence, les réunions de la Cour générale de Catalogne, le péril corsaire, la Réforme protestante, les voyages de l’empereur sur ses territoires européens, l’arrivée du trésor américain, les préparatifs de l’expédition contre Tunis de 1535, etc.
La correspondance se situe également à une étape d’expansion économique et de changements technologiques. Juan de Zuñiga obtient le monopole royal pour introduire en Catalogne les moulins à draps. Immédiatement, Hipòlita sa belle-mère se charge de faire construire les premiers exemplaires à Barcelone et Martorell. Elle ne tarde pas à être sollicitée de toutes parts.
Les thèmes que l’on trouve dans cette correspondance sont inépuisables et d’un intérêt exceptionnel. La relation de toute une génération d’aristocrates catalans avec la nouvelle monarchie centrale est au beau fixe. Non seulement, ils se mettent à son service, mais on en retrouve bon nombre au premier plan du gouvernement, de l’armée, de l’administration et de l’Église. L’éloignement de leur région natale a pour conséquence l’émergence politique de nouvelles classes dirigeantes d’origines urbaine et marchande, auxquelles ne seront pas étrangers les troubles de la fin du XVIe siècle et les révolutions de 1640 et 1705.

## Éditions
Éditions originales
- Max Cahner (éd.), Epistolari del Renaixement, Albatros Edicions, Valence, 1977, II, p. 7-6  (ISBN 847274003X et 9788472740037)
- Maite Guisado (éd.), Cartes íntimes d’una dama catalana del s. XVI. Epistolari a la seva mare la comtessa de Palamós, Clàssiques catalanes 13/14, LaSal, Barcelona, 1988  (ISBN 8485627350 et 9788485627356)
- Eulàlia Humada Batlle (éd.), Epistolaris d’Hipòlita Roís de Liori i d’Estefania de Requesens (segle XVI), Universitat de València (Fonts Històriques Valencianes, 13), Valence, 2003  (ISBN 8437056780)

Édition en français
- Estefania de Requesens, Lettres intimes à ma mère, la comtesse de Palamós, (trad. P. Gifreu, préf. D. De Courcelles), Éditions de la Merci, 2014.  (ISBN 9791091193047)